# 欢乐中国行
《欢乐中国行》是中国中央电视台综艺频道于2004年10月10日开播的一档综艺节目，开播主持人是董卿，后为张蕾代替。《欢乐中国行》是替代收视率走低的《综艺大观》而全新设计的综艺节目，并2009年末取代停播的《同一首歌》成为周末黄金档的文艺类“王牌栏目”。节目的定位是”以欢乐的足迹，联动欢乐的城市“，内容涵盖歌舞、小品、曲艺等艺术形式，并走出演播现场，展现当地风采。节目已于2011年12月22日停播。节目主题曲是由董卿演唱的《跟我出发》。节目口号是“欢乐中国行，快乐在进行”。

## 播出时间
每周日19：30首播，次周周六10：50、22：40重播。每个城市制作120分钟有效时长的节目，分上下两期（每期60分钟）在两周内播出。

## 特别节目
2005年5月1日-7日，《欢乐中国行》每晚22点05分连续直播一小时的五一黄金周特别综艺晚会，由董卿、曹颖搭档主持。这是中央电视台首次连续数日直播大型综艺晚会。制片人孙滨笑称：晚会的累计制作时长超越了历史悠久的央视春晚，而将大型直播晚会分割成块，每日直播推出，是考虑到每年的春节晚会后，观众要求缩减晚会时间的呼声。最终，五一的节目缔造了收视佳绩。
2005年10月1日-7日，《欢乐中国行》基于“五一节目”的成绩基础，于每晚20：35的黄金时段播出六十分钟节目。节目于1至6日分别播放广州、郑州、嘉峪关、无锡、温州、锦州等六个代表不同地域魅力城市的节目，实现“黄金假日城市大巡游”的构想。

## 停播
《欢乐中国行》与《同一首歌》、《中华情》曾形成大型歌会“三分天下”的局面。但为响应中宣部、财政部、文化部、审计署、国家新闻出版广电总局要求制止豪华铺张、提倡节俭办晚会的通知，央视在2010年就悄然开始了针对大型歌会的调整，将《欢乐中国行》由地方录制室外大舞台演出，改为相对节约的演播厅录播。《欢乐中国行》在2011年12月22日播出最后一期，之后在央视其他频道播出的多是经过重新剪辑片段集合。
2012年9月，由《欢乐中国行》原班人马打造的《综艺盛典》取代《欢乐中国行》正式开播。

## 奖项
- 2005年12月25日，在首届“中国(三亚)国际电视广告艺术金椰子周”获称“年度最具广告传播力卫视娱乐栏目”[9]
- 2008年，在“第七届中国金鹰电视艺术节”上获得“第24届中国电视金鹰奖电视文艺栏目奖”的“最佳文艺节目奖”[10]